# شتيفان جروسمان
شتيفان جروسمان (بالألمانية: Stephan Grossmann) (و. 1971 – م) هو ممثل، وممثل مسرحي، وممثل أفلام من ألمانيا . ولد في دريسدن .

## روابط خارجية
- شتيفان جروسمان على موقع IMDb (الإنجليزية)
- شتيفان جروسمان على موقع قاعدة بيانات الأفلام العربية
- شتيفان جروسمان على موقع ألو سيني (الفرنسية)
- شتيفان جروسمان على موقع أول موفي (الإنجليزية)
- شتيفان جروسمان على موقع ديسكوغز (الإنجليزية)
- شتيفان جروسمان على موقع قاعدة بيانات الفيلم (الإنجليزية)
- شتيفان جروسمان على موقع كينوبويسك (الروسية)